# Keezhapavur
Keezhapavur é uma panchayat (vila) no distrito de Tirunelveli, no estado indiano de Tamil Nadu.

## Demografia
Segundo o censo de 2001,  Keezhapavur  tinha uma população de 19,958 habitantes. Os indivíduos do sexo masculino constituem 50% da população e os do sexo feminino 50%. Keezhapavur tem uma taxa de literacia de 67%, superior à média nacional de 59.5%: a literacia no sexo masculino é de 76% e no sexo feminino é de 57%. Em Keezhapavur, 12% da população está abaixo dos 6 anos de idade.